# توم غليسبي
توم غليسبي (مواليد 17 يوليو 1969) هو ملاكم كندي، مثّل بلاده في الألعاب الأولمبية الصيفية في دورتي 1988 و1992.

## روابط خارجية
توم غليسبي على موقع بوكس ريك (الإنجليزية) (registration required)
- توم غليسبي على موقع أوليمبيديا (الإنجليزية)